# Xã Franklin, Quận Lycoming, Pennsylvania
Xã Franklin (tiếng Anh: Franklin Township) là một xã thuộc quận Lycoming, tiểu bang Pennsylvania, Hoa Kỳ. Năm 2010, dân số của xã này là 933 người.